# Айос-Елефтеріос (станція метро)
«Айос-Елефтеріос» (грец. Άγιος Ελευθέριος) — станція Афіно-Пірейської залізниці Афінського метрополітену. Розташована за 14,668 км від станції метро «Пірей». Як станція метро була відкрита 4 серпня 1961 року.